# Хамфельде (Штормарн)
Ха́мфельде (нем. Hamfelde) — община в Германии, в земле Шлезвиг-Гольштейн.
Входит в состав района Штормарн. Подчиняется управлению Триттау. Население составляет 477 человек (на 31 декабря 2010 года). Занимает площадь 2,72 км².